# Tetragoneura osornoensis
Tetragoneura osornoensis är en tvåvingeart som beskrevs av Duret 1982. Tetragoneura osornoensis ingår i släktet Tetragoneura och familjen svampmyggor. Inga underarter finns listade i Catalogue of Life.